# Adam Worth
Adam Worth (1844–8 de enero de 1902) fue un criminal estadounidense de origen alemán. Fue apodado «el Napoleón del mundo criminal» por el detective de Scotland Yard Robert Anderson, y es referido frecuentemente como «el Napoleón del Crimen». El escritor Sir Arthur Conan Doyle pudo haberse inspirado en él para crear el personaje del Profesor Moriarty en sus novelas y relatos de Sherlock Holmes.

## Primeros años
Adam Worth nació en Alemania, en el seno de una familia judía pobre. Su apellido original pudo haber sido “Werth”. Cuando tenía cinco años, su familia se mudó a los Estados Unidos y se asentó en Cambridge, Massachusetts donde su padre trabajó como sastre. En 1854 se fugó de casa viviendo primero en Boston y después, en 1860, en Nueva York. Allí Worth trabajó como dependiente durante un año en una tienda.
Cuando estalló la Guerra de Secesión, Worth tenía 17 años. A fin de alistarse en el Ejército de la Unión, mintió sobre su edad y sirvió en el 2º de Artillería pesada de Nueva York, Batería L (más tarde llamado 34ª Batería de Nueva York). En dos meses fue promocionado a sargento, tras lo cual resultó herido en la Segunda batalla de Bull Run el 30 de agosto de 1862 y trasladado a un hospital de Georgetown en Washington D. C. En el hospital supo que había sido anotado como "caído en combate" y dejó el hospital sin aclarar el error.

## Carrera criminal
Worth se convirtió en "salteador de recompensas": se alistó en varios regimientos usando identidades falsas, recibiendo su paga y desertando después. Cuando la Agencia de Detectives Pinkerton empezó a seguirle la pista, como a muchos otros que usaban métodos similares, huyó a Nueva York y allí embarcaría para Portsmouth.
Después de la guerra, Worth devino en carterista en Nueva York. Al tiempo formó su propia banda de carteristas, y comenzó a organizar robos y atracos. Fue atrapado robando la caja de un vagón Adams Express y fue sentenciado a tres años de prisión en Sing Sing; pero escapó al poco tiempo y continuó su carrera delictiva.
Worth empezó a trabajar para la famosa traficante de artículos robados y organizadora criminal Fredericka “Marm” Mandelbaum. Con su ayuda, Worth se extendió al robo de bancos y tiendas hacia 1866 y finalmente empezó a planear sus propios golpes. En 1869 ayudó a Mandelbaum en la fuga de Charley Bullard, experto en cajas fuertes, de la cárcel de White Plains. Realizaron la fuga a través de un túnel.
El 20 de noviembre de 1869 Worth y Bullard robaron la cámara acorazada del Banco Nacional de Boylston en Boston, de nuevo mediante un túnel desde una tienda aledaña. El banco alertó a los Pinkerton, quienes siguieron la pista de los baúles que Worth y Bullard habían usado para trasladar el botín a Nueva York. Adam Worth decidió mudarse a Europa con Bullard.

## Actividad delictiva en Europa
Bullard y Worth arribaron primero a Liverpool. Bullard había tomado la identidad de “Charles H. Wells”, un empresario del petróleo texano. Worth era el financiero “Henry Judson Raymond”, el nombre que usaría en adelante durante años. Empezaron a competir por la atención de una camarera llamada Kitty Flynn, quien finalmente conoció sus verdaderas identidades. Se convirtió en la esposa de Bullard pero no rechazaba a Worth. En octubre de 1870 Kitty dio a luz una hija, Lucy Adeleine, y siete años después tuvo otra hija llamada Katherine Louise. La paternidad de ambas niñas es incierta. Es posible que la propia Kitty no lo supiera, pero Bullard y Worth reclamaban igualmente a ambas niñas. William Pinkerton creía que Adam Worth era realmente el padre de las dos hijas de Kitty.
Cuando los Bullard se fueron de luna de miel, Worth comenzó a robar casas de empeños locales. Compartió el botín con Bullard y Flynn cuando volvieron y, juntos, los tres se fueron a París en 1871.
En París la fuerza policial estaba todavía desorganizada después de los acontecimientos de la Comuna de París. Worth y sus socios fundaron un “American Bar”, un bar y restaurante en la planta baja y un garito de juego en el piso de arriba. Dado que el juego era ilegal, las mesas de juego fueron hechas de modo que podían plegarse y ocultarse en las paredes y suelo. Un timbre podía accionarse desde abajo para avisar a los clientes antes de cualquier redada. Worth formó una nueva banda de socios, incluidos algunos de sus viejos compañeros de Nueva York.
Cuando Allan Pinkerton, fundador de la Agencia de Detectives Pinkerton, visitó el lugar en 1873, fue reconocido por Worth. Más tarde, la policía de París hizo redadas en numerosas ocasiones por lo que Worth y los Bullard decidieron abandonar el restaurante. Worth usó el lugar por última vez para engañar a un comerciante de diamantes y los tres se mudaron a Londres.

## Maestro del crimen en Londres
En Inglaterra, Worth y sus socios compraron Western Lodge en Clapham Common. También alquilaron un apartamento en Mayfair y entraron en la alta sociedad. Formó su propia red criminal y organizó grandes robos y asaltos a viviendas a través de varios intermediarios. Aquellos que trabajaban en sus asuntos jamás conocían su nombre. Worth insistía en que sus subordinados no debían usar violencia.
Scotland Yard finalmente descubrió su red aunque inicialmente no fueron capaces de probar nada. El inspector John Shore asumió la captura de Worth como su misión personal.
Las cosas empezaron a ir mal cuando el hermano de Worth, John, fue enviado a cobrar un cheque falso en París, lo que provocó su arresto y extradición a Inglaterra. Worth consiguió que lo exonerasen y que fuera enviado a los Estados Unidos. Cuatro de sus socios fueron arrestados en Estambul por extender falsas letras de crédito y tuvo que emplear una considerable cantidad de dinero para sobornar a los jueces y a la policía. Bullard se fue volviendo más y más violento a medida que su alcoholismo empeoraba, y finalmente se marchó a Nueva York seguido poco después por Kitty.
En 1876, Worth robó personalmente una pintura de Thomas Gainsborough, el retrato de Georgiana Cavendish duquesa de Devonshire recientemente redescubierto. La sustrajo de la galería londinense de Thomas Agnew e Hijos con la ayuda de dos socios. Le gustó el cuadro y no trató de venderlo, lo que hizo que los dos hombres que participaron en el robo, Junka Phillips y Little Joe, se fueran impacientando. Phillips intentó hacerle hablar sobre el robo en presencia de un informador de la policía y Worth lo despidió de inmediato. Worth facilitó dinero a Little Joe para volver a EE. UU. donde intentó robar la Union Trust Company, pero fue arrestado y habló con los Pikerton quienes alertaron a Scotland Yard. Sin embargo, aún no pudieron probar nada.
Worth llevó la pintura consigo incluso cuando viajaba y organizaba nuevos robos. Al final decidió viajar a Sudáfrica donde robó diamantes en bruto por valor de $500.000. De vuelta en Londres, fundó Wynert & Company con la que vendió diamantes a más bajo precio que la competencia.
En los años 1880 Worth se casó con Louise Margaret Boljahn usando todavía el nombre Henry Raymond y tuvieron un hijo y una hija, Henry y Beatrice. Es posible que su mujer no conociera su verdadera identidad. Llevó la pintura de contrabando a EE. UU. y la dejó allí.

## Error y captura
En 1892 Worth decidió visitar Bélgica donde Bullard cumplía condena de cárcel. Había estado trabajando con Max Shinburn, el rival de Worth, cuando la policía los capturó a ambos. Worth escuchó que Bullard había muerto recientemente.
El 5 de octubre, Worth improvisa el robo de un carro de reparto de dinero en Lieja con dos nuevos socios con los que aún no había trabajado. Uno de ellos era el estadounidense Johnny Curtin. El robo fue realmente mal y la policía lo capturó en el acto. Los otros dos escaparon.
En la cárcel, Worth se negó a identificarse y la policía belga hizo indagaciones en el extranjero. Tanto el Departamento de Policía de Nueva York como Scotland Yard lo identificaron como Worth, aunque los Pinkerton no dijeron nada. Maw Shinburn, ahora en prisión, contó a la policía todo lo que sabía. En la cárcel Worth no supo nada sobre su familia en Londres pero recibió una carta de Kitty Flynn, quien se ofreció a pagar su defensa.
El juicio de Worth tuvo lugar el 20 de marzo de 1893. El fiscal empleó todo lo que sabía sobre Worth. Éste negó rotundamente que tuviera algo que ver con diversos delitos diciendo que el último robo había sido un acto estúpido que había cometido por necesidad. Todas las demás acusaciones, incluidas aquellas de las policías británica y estadounidense, fueron simples habladurías. Worth declaró que su riqueza provenía del juego legal. Al final Worth fue sentenciado a siete años por robo y enviado a la prisión de Leuven.
Durante su primer año en la cárcel, Shinburn contrató a otros internos para apalear a Worth. Después Worth supo que Johnny Curtin, quien supuestamente había cuidado de su mujer, realmente la había seducido y abandonado. Después ella había enloquecido y había sido recluida en un asilo mental. Los niños estaban al cuidado de su hermano John en los Estados Unidos.

## Liberación y últimos años
Worth fue puesto en libertad con antelación en 1897 por buen comportamiento. Volvió a Londres y para obtener fondos robó 4.000 libras en una tienda de diamantes. Cuando visitó a su mujer, ella apenas le reconoció. Después viajó a Nueva York a visitar a sus hijos, tras lo cual pasó a reunirse con William Pinkerton, a quién describió con gran detalle los acontecimientos de su vida. El manuscrito escrito por Pinkerton aún se conserva en los archivos de la Agencia de Detectives Pinkerton, en Van Nuys, California.
A través de Pinkerton, Worth acordó la devolución del cuadro La duquesa de Devonshire a Agnew & Sons a cambio de $25.000. El intercambio se realizó en Chicago el 28 de marzo de 1901. Worth regresó a Londres con sus hijos y pasó el último año de su vida con ellos, disfrutando de las ganancias de su carrera delictiva. Su hijo se benefició de un acuerdo entre Allan Pinkerton y su padre, gracias al cual desarrolló su carrera como detective para Pinkerton.
Adam Worth murió el 8 de enero de 1902 y fue enterrado en el Cementerio de Highgate en una fosa común para personas pobres, bajo el nombre de «Henry J. Raymond». La Sociedad Judeo Americana para la Preservación Histórica (Jewish American Society for Historic Preservation) erigió una pequeña lápida en 1997 para señalar su lugar de descanso.

## Adam Worth en la cultura popular
Como se ha indicado anteriormente, se ha especulado abundantemente que el autor Arthur Conan Doyle empleó a Worth como el prototipo para el adversario de Sherlock Holmes, el Profesor Moriarty. En su columna “Libros Vivos” (“Books Alive”) en el Chicago Sunday Tribune (26 de diciembre de 1943), Vincent Starrett escribió: «Worth fue el Profesor Moriarty original. Esta información, la cual no es conocida generalmente, fue revelada por Conan Doyle en conversación con Dr. Gray C. Briggs de San Luis, según el Dr. Briggs me contó en una ocasión.» Starrett fue un buen amigo del Dr. Gray Chandler Briggs (1882-1942), doctor de San Luis y especialista en rayos X.
El biógrafo de Adam Worth, Ben Macintyre también rastrea la inspiración para el relato "Macavity, el Gato Misterioso", en el libro de T. S. Eliot titulado "Old Possum's Book of Practical Cats" (1939). Andrew Lloyd Webber, a su vez, basó su éxito musical “Cats” en la obra de T. S. Eliot, incluyendo el personaje Macavity, quien según Demeter y Bombalurina, es “¡el Napoleón del Crimen!”
Michael Caine interpreta a Adam Worth en la película “Harry y Walter van a Nueva York”. Aunque Worth correctamente es retratado como una gran mente criminal, los sucesos de la trama no están basados en hechos reales.
En la serie “Sanctuary” del canal inglés SyFy Channel, Adam Worth es uno de los villanos principales, aunque el personaje es irlandés e incluye elementos del “Dr Jeckyll y Mr Hyde” de Robert Louis Stevenson.
La octava temporada de la serie Mentes Criminales (Criminal Minds) de la CBS muestra el nombre de Adam Worth usado como pseudónimo para el villano principal, John Curtis “el Imitador” (Mark Hamill).